# 賴特 (阿肯色州)
賴特（英語：Wright）是位於美國阿肯色州傑佛遜縣的一個非建制地區。該地的面積和人口皆未知。

## 地理
賴特的座標為34°26′06″N 92°03′59″W / 34.43500°N 92.06639°W，而該地的平均海拔高度為67米（即220英尺）。